# ニセモノ☆現実主義
ニセモノ☆現実主義（にせもの・げんじつしゅぎ）は、2014年から2015年に活動していた男性ユニットである。現在は解散している。通称ニセリア。

## 概要
2014年7月30日にユニットデビューの情報を解禁。ニセモノ☆現実主義としてのデビューライブは8月24日「スーパー・ボーイズ・フェスティバル2014 」。

## メンバー

### メンバー（最終メンバー）
- 輝山立
- 天野翔太
- 山下正揮

### 旧メンバー
- 松本シオン
- 及川洸
- 滝沢犬太郎
- 宮城紘大

## 出演

### ライブ
- 「スーパー・ボーイズ・フェスティバル2014」（2014年8月24日、イタリア文化会館 アニェッリホール）
- 「BOYS SHOWCASE!!」(2014年10月29日、club asia)
- 「LiveStream K-Station」(2015年1月23日、大塚Hearts)
- 「LiveStream K-Station」(2015年2月14日、大塚Hearts）
- 「BOYS SHOWCASE」(2015年2月19日、渋谷duo)
- 「BOYS SHOWCASE!vol.3」(2015年4月4日、渋谷duo）
- 「ボーイズACT×LIVEステーション」(2015年5月6日、上野ストアハウス)
- 「LiveStream K-Station」(2015年6月19日、大塚Hearts)

### インターネット配信
- WALLOP「ニセリアエンブレムサンド」(2014年11月〜2015年6月)